# Geneviève Delali Tsegah
Geneviève Delali Tsegah (* 8. August 1951) ist eine ghanaische Diplomatin.

## Werdegang
Tsegah schloss Tsegah 1976 ein Studium der modernen Sprachen an der Universität von Ghana ab. Das Studium der Internationalen Beziehungen schloss er 1982 an der University of Nairobi ab.
Ab 1977 trat sie in den diplomatischen Dienst ein. In der Zeit als Beamte war sie von 1977 bis 1989 für die Abteilungen Kultur des Außenministeriums (bis 1981), Naher Osten und Asien (bis 1983), Protokoll des Ministeriums für auswärtige Angelegenheiten (bis 1985) zuständig. Nach dreijähriger Pause war sie für die Abteilung von 1988 bis 1989 zuständig, zum letzten Mal als Beamtin. Gesandtschaftsrätin in Paris war sie für vier Jahre, von 1989 bis 1993. Die stellvertretende Direktorin der Abteilung Wirtschaft, Handel und Investitionen wurde sie 1993, die Funktion hatte sie bis 1996 inne. Ab 1996 war sie als Botschaftsrätin in Cotonou, Benin tätig, von 1997 bis 1998 war sie dort als Geschäftsträgerin tätig. 2000 übernahm sie die Leitung der Abteilung für Wirtschaft, Handel und Investition. Ministerin für Botschaft in Ouagadougou (Burkina Faso) war sie von 2002 bis 2006. Nach vier Jahren als Ministerin übernahm sie die bereits zum zweiten, nach 2002, die Leitung für die Abteilung Direktorin für Wirtschaft, Handel und Investitionen des Ministeriums für auswärtige Angelegenheiten. Ab 2008 bis 2009 war sie Vertreterin des ständigen Vertreters beim UNO-Hauptquartier in New York City. Vom 15. Januar 2010 bis zum 14. Oktober 2014 war sie Botschafterin der Republik Ghana in Paris, war bei der UNESCO und beim Heiligen Stuhl akkreditiert.